# Erik Ragnar Lind
Erik Ragnar Lind, född 19 juni 1887 i Eds socken, Värmland, död 26 februari 1921 i Säffle, var en svensk målare.
Han var son till målaren August Jansson Lind och Maria Eleonora Jansson. 
Lind studerade för Carl Wilhelmson i Göteborg samt vid Konstakademin i Stockholm 1904-1909 där han även deltog i Tallbergs etsningskurs. 
Hans konst består av porträtt och genremålningar.